# Лилов, Борис Михайлович
Бори́с Миха́йлович Лило́в (24 мая 1923, Клинский уезд, Московская губерния — май 1969) — советский конник, участник двух Олимпийских игр. Мастер спорта СССР (1948).

## Биография
Родился в семье служащих. Конным спортом начал заниматься в 1938 году в школе МОАХ имени С. М. Будённого в Москве. С 1941 по 1947 год служил в кавалерии, участник Великой Отечественной войны, призван в октябре 1941 года. Звание — капитан. Награждён медалями «За взятие Будапешта», «За победу над Германией в Великой Отечественной войне 1941—1945 гг.».

### Спортивная карьера
12-кратный чемпион СССР в 1946—1964 годах, неоднократный призёр всесоюзных соревнований по преодолению препятствий. Занимался под руководством тренеров Александра Таманова и Елиазара Левина. С 1947 года работал тренером в конноспортивной школе общества «Пищевик». С 1952 по 1964 год входил в сборную СССР по конкуру. В 1953—1969 годах находился в составе конноспортивной команды ЦСКА.
Участник двух Олимпиад: 1952 и 1956 годов.
В 1952 году принимал участие в соревнованиях по личному и командному троеборью на Загибе. В личном первенстве в выездке занял 28-е место, на втором этапе — кроссе — был дисквалифицирован. В командном вместе с Юрием Андреевым и Валерианом Куйбышевым стал 11-м в выездке и также был дисквалифицирован во время кросса.
В 1956 году участвовал в личном и командном конкуре на Бостоне. В индивидуальных и командных соревнованиях вместе с Андреем Фаворским и Владимиром Распоповым не смог финишировать.
Победитель Кубка наций по конкуру 1959 в команде с Эрнестом Шабайло, Андреем Фаворским и Владимиром Распоповым. На дистанции сделал два повала, заработав 8 штрафных очков. По итогам соревнований получил специальный приз «За артистичный стиль езды». Выступал на гнедой кобыле чистокровной верховой породы 1948 года рождения по кличке Диаграмма.
В 1961 году на турнире «Большой приз» в Ахене на Пластуне занял 2-е место.

## Личная жизнь
Жокей Николай Насибов в своей книге «Железный посыл, или Жизнь в седле…» называл Лилова «отцом советского конкура».
Был женат на мастере спорта по конному спорту Татьяне Лиловой (Симаковой) (1923—09.05.1954).
Похоронен на Ваганьковском кладбище.